# توجيه الطيور

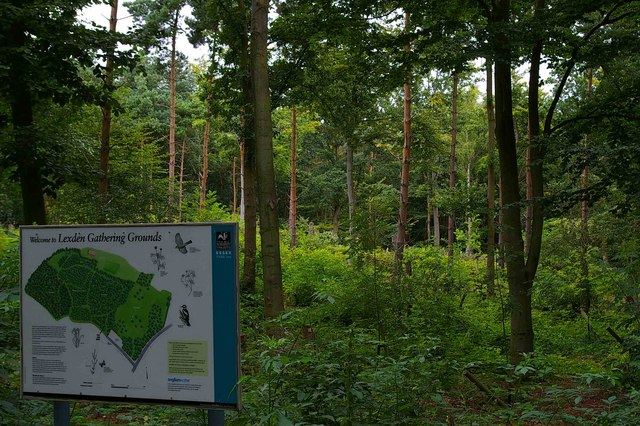

توجيه الطيور (المعروف رسمياً باسم توجيه المجلس رقم 2009/147 / EC بشأن الحفاظ على الطيور البرية) هو توجيه صادر عن الاتحاد الأوروبي في عام 2009. يحل محل توجيه المجلس رقم 79/409 / EEC المؤرخ 2 أبريل 1979 بشأن الحفاظ على الطيور البرية الذي تم تعديله عدة مرات وأصبح غير واضح للغاية. ويهدف إلى حماية جميع الطيور البرية الأوروبية وموائل الأنواع المدرجة، ولا سيما من خلال تعيين مناطق الحماية الخاصة (غالبًا ما تُعرف بالاختصار SPA).
توجيه الطيور هو أحد التوجيهين للاتحاد الأوروبي فيما يتعلق بالحياة البرية والحفاظ على الطبيعة، والآخر هو توجيه الموائل. أدى توجيه الموائل إلى إنشاء شبكة من مناطق الحفظ الخاصة، والتي تشكل مع مناطق الحماية الخاصة الحالية شبكة من المواقع المحمية عبر الاتحاد الأوروبي تسمى ناتورا 2000.